# Pfarrkirche Tauplitz

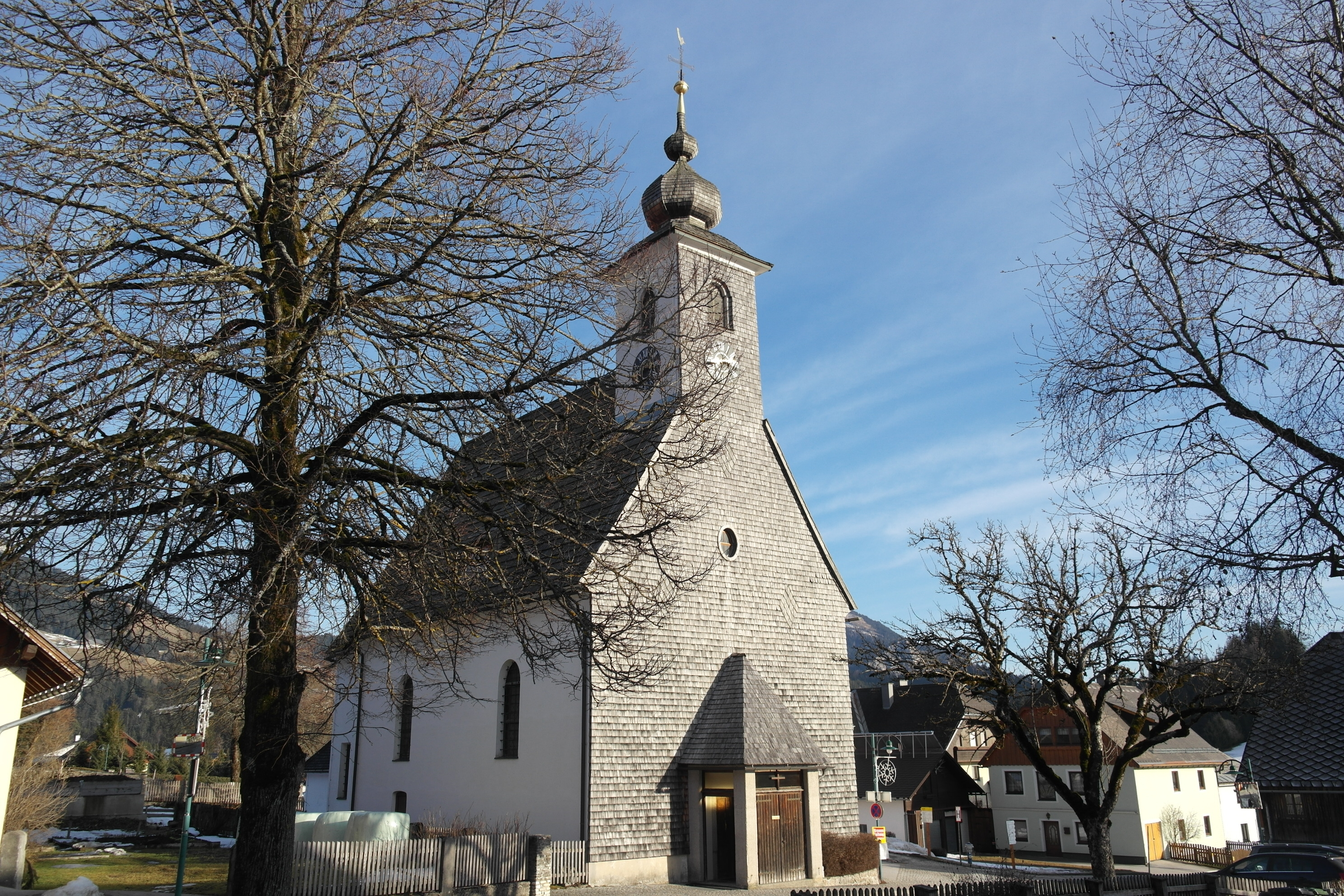
Pfarrkirche von Nordwesten

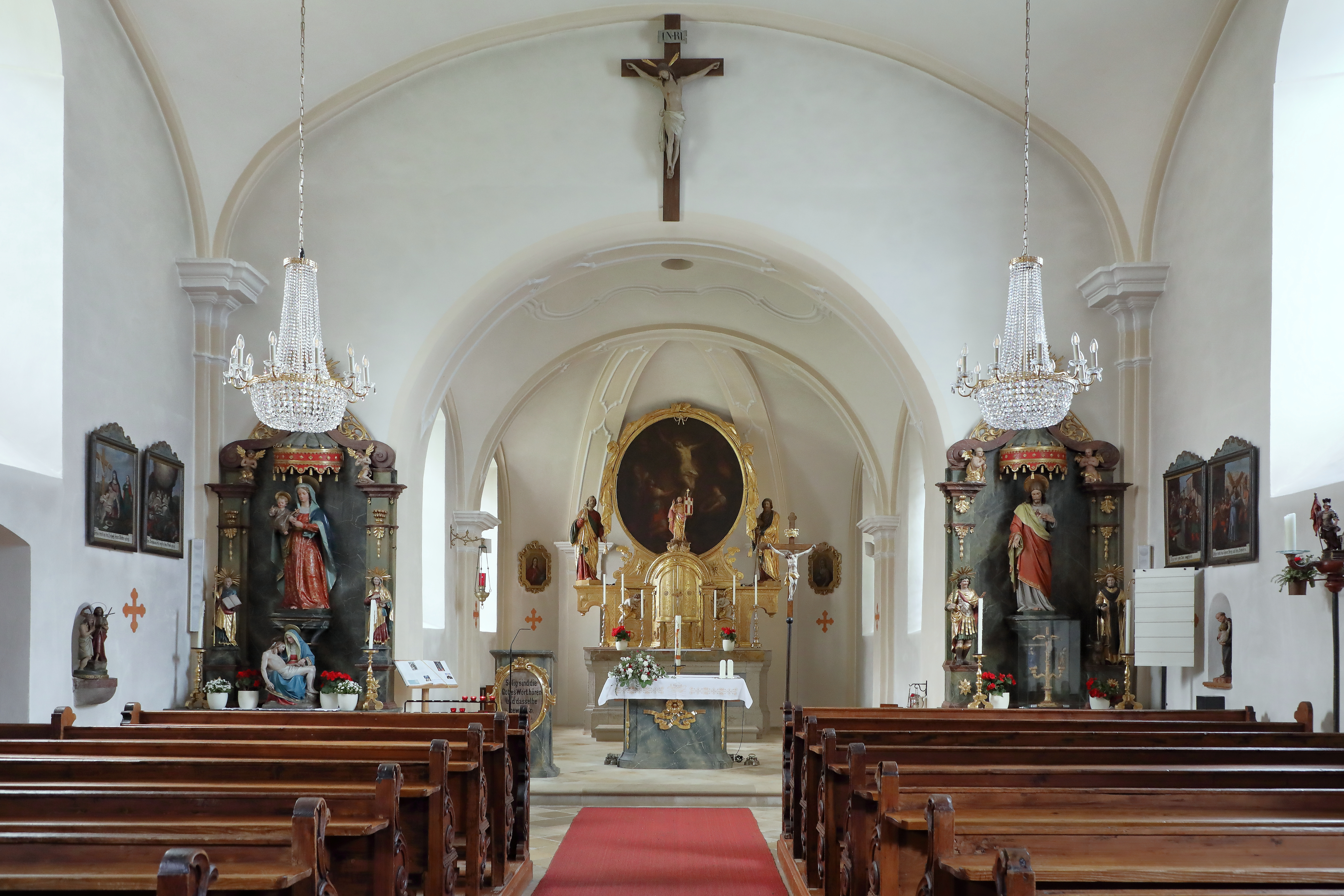
Innenansicht in Richtung Hochaltar

Die Pfarrkirche Tauplitz ist eine römisch-katholische Kirche im Ortszentrum von Tauplitz im Bezirk Liezen in der Steiermark. Sie ist dem Heiligen Kreuz geweiht und  steht unter Denkmalschutz. Die Pfarre Tauplitz gehört seit dem 1. September 2020 gemeinsam mit den Pfarren Bad Aussee, Altaussee, Grundlsee, Bad Mitterndorf und Kumitz zum neu geschaffenen Seelsorgeraum Steirisches Salzkammergut der Diözese Graz-Seckau.

## Geschichte
Im Jahr 1752 wurde in Tauplitz eine Missionsstation gegen den Protestantismus errichtet. Ein Neubau erfolgte 1785, die Erhebung zur eigenständigen Pfarre im Jahr 1788. Restauriert wurde die Kirche in den Jahren 1923, 1955 und 1973. Aus Anlass des 200-jährigen Kirchenbestandes erfolgte 1984 unter Pfarrer Anton Decker eine Generalrenovierung und -restaurierung der Kirche.

## Kirchenbau
Das Langhaus ist zweijochig und weist Platzlgewölbe zwischen Gurtbögen auf. Diese sind mit Stuckleisten verziert. Der zweijochige Chor ist gegenüber dem Langschiff eingezogen und hat einen geraden Abschluss mit Eckabschrägungen. Er wird von Platzlgewölbe überspannt. An ihn schließt ein niedriger Sakristeianbau an. Das Kirchenschiff schließt eine Westempore ab. Am Westende des Daches erhebt sich ein Dachreiter mit Zwiebelhelm.

## Ausstattung

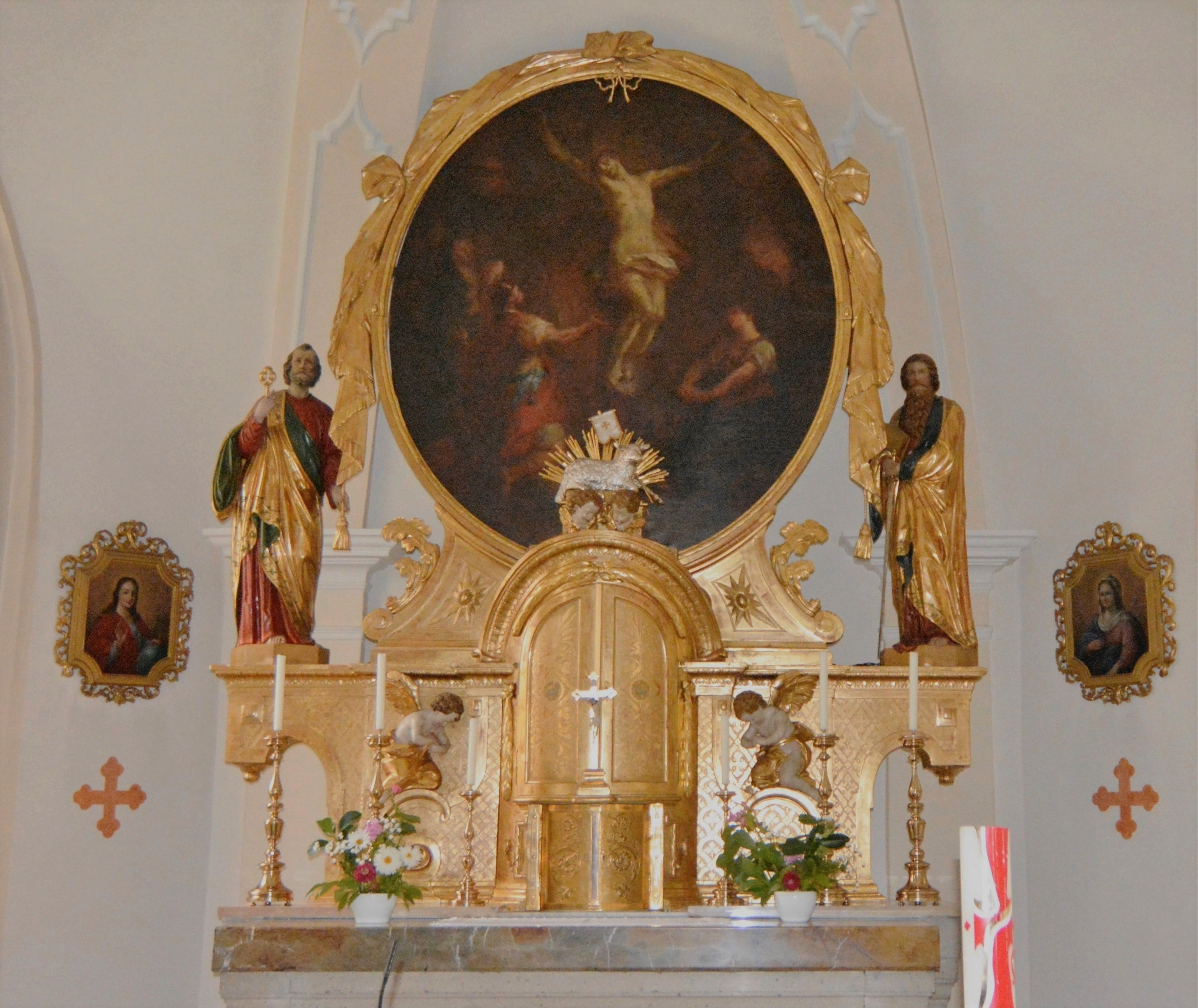
Hochaltar

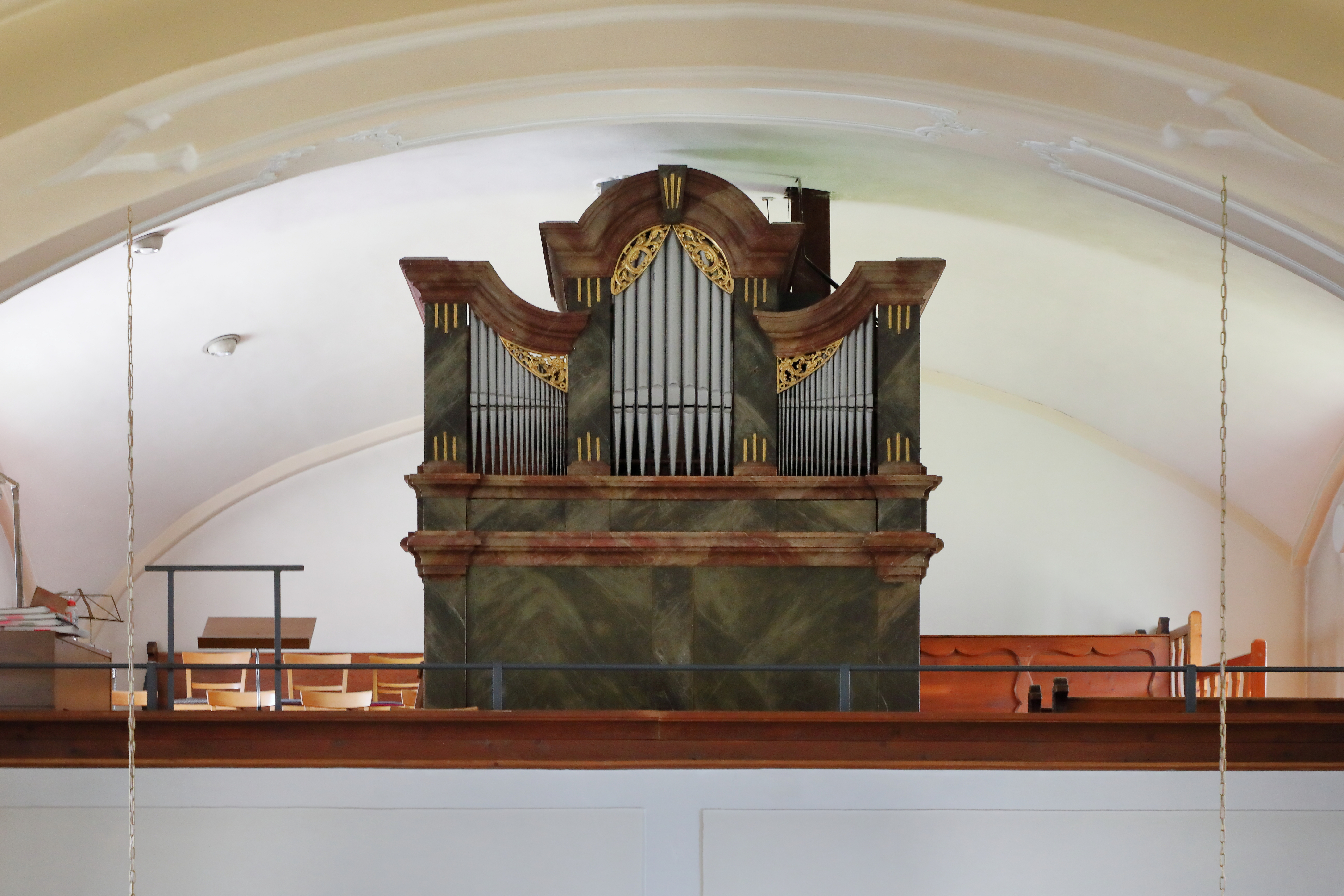
Orgel

Der 1788 vom Holzbildhauer und Maler Johann Fortschegger erbaute Hochaltar wurde 1891 restauriert und neu vergoldet; angeschafft wurden  die Figuren des heiligen Petrus und des heiligen Paulus aus dem Grödner Tal. Martin Johann Schmidt (Kremser Schmidt) malte 1787 das hochovale Bild „Christus am Kreuz“.
Die Kanzel von Johann Fortschegger wurde entfernt und die Seitenaltäre 1893 erneuert, wobei man die ursprünglich barocken Statuen überschnitzte. Während die Herz Jesu-Statue aus jüngerer Zeit stammt, datiert das spätgotische  Standkreuz mit dem Gekreuzigtem sowie den Assistenzfiguren von Maria und Johannes aus der Zeit zwischen 1440 und 1450. Im Kirchenraum hängen außerdem 15 auf Holztafeln gemalte spätbarock-bäuerliche Kreuzwegbilder eines unbekannt gebliebenen Malers.
Die Orgel wurde 1858 von Franz Hötzel gebaut.